# چیتاکووتسی
چیتاکووتسی (به بلغاری: Chitakovtsi) یک منطقهٔ مسکونی در بلغارستان است که در شهرستان گابروو واقع شده‌است.